# Deutsche Feldhandball-Meisterschaft 1952
Die Deutsche Feldhandball-Meisterschaft 1952 wurde in einem Ausscheidungsturnier mit Gruppenphase zwischen dem 18. Mai und dem 3. August 1952 ausgespielt; das Turnier war die dritte vom DHB ausgerichtete Meisterschaftsrunde im Feldhandball der Männer. Das Endspiel fand am 3. August 1952 vor 22.000 Zuschauern im Duisburger Wedaustadion statt.
Deutscher Meister wurde wie im Vorjahr die SV Polizei Hamburg, die im Frühjahr bereits die Hallenmeisterschaft gewonnen hatte. Die Hamburger besiegten im Endspiel den TuS Lintfort mit 14:10 und gewannen damit den vierten Feldhandball-Meistertitel ihrer Vereinsgeschichte.
In der Turnierpause zwischen Qualifikationsrunde und Zwischenrunde absolvierten die Spitzenspieler der Mannschaften die Vorbereitung und Turnierphase der Weltmeisterschaft im Feldhandball 1952 in der Schweiz.

## Modus
Über die Endrundenturniere zu den Regionalmeisterschaften hatten sich die folgenden 16 Vereine zur Teilnahme qualifizieren können:
- Norddeutsche Meisterschaftsendrunde: SV Polizei Hamburg (Titelverteidiger, Deutscher Meister (Halle) 1952), THW Kiel, MTSV Olympia Neumünster sowie TuRa Bremen
- Westdeutsche Meisterschaftsendrunde: RSV Mülheim, TuS Lintfort, TV Eintracht Lütgendortmund, MTV Blau-Weiß Oeynhausen
- Südwestdeutsche Meisterschaftsendrunde: TSV 1883 Herrnsheim, TG Oggersheim
- Süddeutsche Meisterschaftsendrunde: TC Frisch Auf Göppingen, SG Dietzenbach, 1. FC Nürnberg, VfR Mannheim
- Berliner Landes-/Regionalmeisterschaft: Berliner SV 1892, OSC Berlin

Zunächst wurde im K.-o.-System gespielt, die Sieger der Vorrunde zogen direkt in die Zwischenrunde ein, die Verlierermannschaften konnten aber die Zwischenrunde über den Umweg einer zusätzlichen Qualifikationsrunde ebenfalls noch erreichen. Anschließend standen sich damit zwölf Mannschaften in der Zwischenrunde gegenüber, deren Sieger für die Gruppenphase der letzten sechs Mannschaften qualifiziert waren. Die jeweiligen Sieger der beiden Gruppen trafen im Endspiel aufeinander, Platzierungsspiele wurden nicht durchgeführt.
Die Spieldauer betrug 2 × 30 Minuten; bei Gleichstand nach regulärer Spielzeit wurden die Spiele in der Verlängerung (2 × 10 Minuten) entschieden.

## Turnierverlauf
In der Vorrunde setzten sich die favorisierten Mannschaften durch – mit einer Ausnahme: Ausgerechnet Polizei Hamburg, der Titelverteidiger und Gewinner der Hallenmeisterschaft unterlag auf eigenem Platz vor nur 1.500 Zuschauern nach enttäuschender Leistung völlig überraschend der Mannschaft aus Bad Oeynhausen. Die Hamburger konnten allerdings ihre Chancen in der Qualifikationsrunde beim Kantersieg (2:23) in Nürnberg wahren und setzten sich schließlich auch in den Spielen der Gruppenphase durch. Bemerkenswert war dabei insbesondere der knappe, erst in den letzten Spielminuten gesicherte 10:11-Auswärtserfolg in Göppingen; zur Halbzeit hatten die „Polizisten“ noch mit 8:5 zurück gelegen gegen die Mannschaft um Bernhard Kempa, die „dominierende Figur im deutschen Handball“ der frühen 1950er Jahre. Nach diesem Spiel stürmten erzürnte Zuschauer den Platz und schlugen den Hamburger Rekordtorschützen Otto Maychrzak und den Schiedsrichter nieder, ein „bedauerliches Novum im deutschen Handball“, wie der Korrespondent des Hamburger Abendblatts festhielt.
In der anderen Gruppe verzeichnete jede Mannschaft einen Sieg und eine Niederlage, so dass der DHB Entscheidungsspiele ansetzte, in denen der TuS Lintfort die Oberhand behielt. Im Endspiel konnte der TuS nur in der ersten Hälfte mithalten, nach der Pause setzte sich die überlegene Kondition der Hamburger durch, die sich zudem wieder auf die Wurfgewalt Maychrzaks verlassen konnten: „Atom-Otto“ setzte sieben der 14 Hamburger Treffer.

### Vorrunde
Acht Mannschaften qualifizierten sich in der Vorrunde direkt für die Zwischenrunde.
18. Mai
Berliner SV 1892 – 1. FC Nürnberg: 12:7
MTSV Olympia Neumünster – TG Oggersheim: 11:10
TuS Lintfort – VfR Mannheim: 21:9
RSV Mülheim – TuRa Bremen: 12:9
SG Dietzenbach – OSC Berlin: 11:8
TC Frisch Auf Göppingen – THW Kiel: 12:7
TSV 1883 Herrnsheim – TV Eintracht Lütgendortmund: 6:11
SV Polizei Hamburg – MTV Blau-Weiß Oeynhausen: 7:11

### Qualifikationsrunde
Die Verlierer der Vorrunde ermittelten vier weitere Teilnehmer der Zwischenrunde.
25. Mai
1. FC Nürnberg – SV Polizei Hamburg: 2:23
THW Kiel – OSC Berlin: 14:9
TuRa Bremen – TSV 1883 Herrnsheim: 12:7 (nach Verlängerung)
VfR Mannheim – TG Oggersheim: 9:4

### Zwischenrunde
Die Siegermannschaften aus Vor- und Qualifikationsrunde spielten um die Teilnahme an den Gruppenspielen.
15. Juni
MTV Blau-Weiß Oeynhausen – Berliner SV 1892: 10:7
22. Juni
TV Eintracht Lütgendortmund – SV Polizei Hamburg: 6:9
RSV Mülheim – VfR Mannheim: 18:8
TuS Lintfort – MTSV Olympia Neumünster: 15:7
TC Frisch Auf Göppingen – TuRa Bremen: 15:7
26. Juni
SG Dietzenbach – THW Kiel: 21:8

### Gruppenspiele – Gruppe I
29. Juni
RSV Mülheim – TC Frisch Auf Göppingen: 10:9
6. Juli
SV Polizei Hamburg – RSV Mülheim: 16:12
13. Juli
TC Frisch Auf Göppingen – SV Polizei Hamburg: 10:11
|    | Tabelle Gruppe I        | Sp. | S | U | N | Tore  | Diff. | Punkte |
| -- | ----------------------- | --- | - | - | - | ----- | ----- | ------ |
| 1. | SV Polizei Hamburg      | 2   | 2 | 0 | 0 | 27:22 | +5    | 4:0    |
| 2. | RSV Mülheim             | 2   | 1 | 0 | 1 | 22:25 | −3    | 2:2    |
| 3. | TC Frisch Auf Göppingen | 2   | 0 | 0 | 2 | 19:21 | −2    | 0:4    |

### Gruppenspiele – Gruppe II
29. Juni
MTV Blau-Weiß Oeynhausen – TuS Lintfort: 11:9
6. Juli
SG Dietzenbach – MTV Blau-Weiß Oeynhausen: 16:8
13. Juli
TuS Lintfort – SG Dietzenbach: 10:8
|    | Tabelle Gruppe II        | Sp. | S | U | N | Tore  | Diff. | Punkte |
| -- | ------------------------ | --- | - | - | - | ----- | ----- | ------ |
| 1. | SG Dietzenbach           | 2   | 1 | 0 | 1 | 24:18 | +6    | 2:2    |
| 2. | TuS Lintfort             | 2   | 1 | 0 | 1 | 19:19 | 0     | 2:2    |
| 3. | MTV Blau-Weiß Oeynhausen | 2   | 1 | 0 | 1 | 19:25 | −6    | 2:2    |

Entscheidungsspiele
Aufgrund der Punktgleichheit in dieser Gruppe setzte der DHB zwei Entscheidungsspiele an.
20. Juli
MTV Blau-Weiß Oeynhausen – TuS Lintfort: 11:15
27. Juli
TuS Lintfort – SG Dietzenbach: 11:10
Damit war der TuS Lintfort für das Endspiel qualifiziert.

### Endspiel
3. August
SV Polizei Hamburg – TuS Lintfort: 14:10 (5:5)